# Hitoshi Usui
Hitoshi Usui (臼井 仁志 Usui Hitoshi?), född 5 november 1988 i Hyōgo prefektur, är en japansk före detta fotbollsspelare.
Usui började sin karriär 2007 i Fagiano Okayama. Han avslutade karriären 2011.